# Comtés du Canada
Au Canada, un comté est une subdivision territoriale comprenant un groupe de municipalités locales. Les provinces de l'Ontario, du Nouveau-Brunswick, de la Nouvelle-Écosse et de l'Île-du-Prince-Édouard sont divisées en comtés. 

## Québec
Historiquement, le Québec était aussi divisé en comtés, sauf que ceux-ci ont été remplacés pour des fins administratives par les municipalités régionales de comté (MRC) au début des années 1980. Les anciens comtés du Québec n'ont plus d'existence officielle, mais on les mentionne parfois comme comtés géographiques. 
Le terme comté est souvent employé de façon familière pour parler d'une circonscription électorale, car autrefois les circonscriptions électorales se constituaient des comtés proprement dits.

### Historique
La première division en comtés du territoire actuel du Québec eut lieu en 1792 lorsque ce territoire s'appelait le Bas-Canada. Une redivision eut lieu en 1829, puis en 1841 sous l'appellation de Canada-Est. À ce moment une grande partie des comtés avaient déjà leur nom et leurs limites définitives. Lors de la Confédération en 1867, il y avait 65 comtés qui resteront assez stables jusqu'au début des années 1980, lorsque tous les comtés ont été remplacés par des municipalités régionales de comté (MRC).   
En termes de divisions internes de comtés, il y a quatre types de comtés au Québec : 
1. ceux qui contiennent seulement des cantons, comme il est le cas des comtés arpentés par les Britanniques après 1763 ;
2. ceux qui contiennent seulement des paroisses, comme il est le cas des comtés principalement dans la Vallée du Saint-Laurent peuplés par des colons français avant 1760 ;
3. ceux qui contiennent à la fois des cantons et des paroisses, et
4. ceux qui contiennent des cantons et des terres non-divisées, comme il est le cas des comtés du nord de la province en dehors des zones de population principale.